# 720 (číslo)
Sedm set dvacet je přirozené číslo. Následuje po čísle sedm set devatenáct a předchází číslu sedm set dvacet jedna. Římskými číslicemi se zapisuje DCCXX a řeckými číslicemi ψκ.

## Matematika
720 je:
- Abundantní číslo
- Složené číslo
- Nešťastné číslo

## Astronomie
- (720) Bohlinia je planetka hlavního pásu, kterou objevil v roce 1911 Franz Kaiser

## Roky
- 720
- 720 př. n. l.